# Pliogyps
Pliogyps — викопний рід хижих птахів родини катартових (Cathartidae), що існував з міоцену по плейстоцен в Північній Америці. Викопні рештки птаха знайдено у Флориді та Канзасі.